# Alekséi Mazurenko
Alekséi Yefímovich Mazurenko (en ucraniano: Олексі́й Юхи́мович Мазуре́нко; Elisavetgrado, Imperio ruso, 25 de mayojul./ 7 de junio de 1917greg. - San Petersburgo, Rusia, 11 de marzo de 2004) fue el comandante del 7.º Regimiento de Aviación de Asalto de la Guardia en la Flota del Mar Negro durante la Segunda Guerra Mundial. Recibió dos veces el título de Héroe de la Unión Soviética durante la guerra y permaneció en el ejército después, alcanzando el rango de mayor general.

## Biografía

### Infancia y juventud
Alekséi Mazurenko nació el 7 de junio de 1917 en una granja en Elisavetgrado en la gobernación de Jersón (actualmente Kropivnitski en el óblast de Kirovogrado en Ucrania) en esa época parte del Imperio ruso, en el seno de una familia de campesinos ucranianos. Durante la mayor parte de su educación vivió en la localidad minera de Shajty (óblast de Rostov), donde después de completar el séptimo grado de la escuela en 1933, trabajó como conductor de tranvía y luego como electricista en una mina.
En 1938 se graduó en el club de vuelo local de la asociación paramilitar OSOAVIAJIM (Unión de Sociedades de Asistencia para la Defensa, la Aviación y la Construcción Química de la Unión Soviética). y posteriormente ingresó en el ejército en octubre de ese mismo año, se entrenó en una escuela de planeadores. Después de graduarse de la Escuela de Aviación Naval de Yeisk en diciembre de 1940, fue asignado al 1.er Regimiento de Aviación de Torpederos, que volaba el Ilyushin Il-4 y formaba parte de la Flota del Báltico.
Se convirtió en miembro del Partido Comunista en 1942.

### Segunda Guerra Mundial
De junio a agosto de 1941, realizó 20 incursiones en el Il-4 con el 1.er Regimiento de Aviación de Torpedos antes de ser transferido al 71.º Regimiento de Aviación de la Flota del Báltico. Sin embargo, pronto cambió al 57.º Regimiento de la Flota del Báltico en octubre, que estaba equipada con el Ilyushin Il-2 y el Polikarpov I-153. Para el 28 de diciembre de 1941, había realizado 43 misiones de combate en el II-2 durante el sitio de Leningrado, destruyendo diez tanques y más de una docena de cañones antiaéreos además de una gran cantidad de equipo militar enemigo; por ello fue nominado al título de Héroe de la Unión Soviética junto a varios de sus compañeros, pero la nominación no fue aprobada inicialmente. El 23 de junio de 1942, la Flota del Báltico solicitó que se aprobara la nominación de Mazurenko. El telegrama fue ignorado hasta principios de agosto, pero al final se aprobó la adjudicación y recibió el título en octubre. Antes de recibir el título, había ingresado al curso de mejora general del personal en la Escuela de Aviación Naval de Yeisk, que completó en enero de 1943. Luego fue nombrado inspector de vuelo en la dirección de entrenamiento de combate de la aviación naval, cargo que ocupó durante un año.

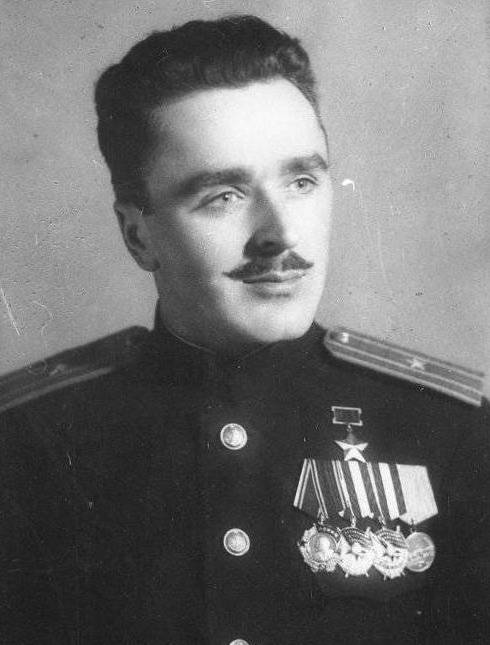
Alekséi Mazurenko en una foto aparecida en el periódico "Photogazeta" N.º 5 de febrero de 1945

Cuando fue asignado a la Flota del Norte, entrenó a 32 pilotos además de volar en combate. En junio realizó cinco incursiones, hundiendo un transporte y un dragaminas en el mar de Barents. Más tarde ese mismo año fue enviado a la Flota del Mar Negro, durante este periodo hundió, personalmente, dos buques alemanes y nueve compartidos. A principios de 1944 se convirtió en comandante del 7.º Regimiento de Aviación de Asalto de la Guardia; allí, a pesar de su alta posición, efectuaba habitualmente salidas en un Il-2, y el 17 de agosto de 1944 fue nominado para recibir una segunda estrella de oro por volar 202 misiones. Durante su periodo de mando hundió múltiples embarcaciones grandes y muchas más pequeñas.
El 23 de marzo de 1944, al frente de un grupo de siete aviones, hundió un barco con un desplazamiento de 1500 toneladas. El 16 de mayo de 1944 lideró una formación de 22 aviones en un ataque que resultó en daños a un barco y el hundimiento de cinco buques más. El 18 de junio de 1944, mientras lideraba un grupo de trece aviones en un ataque, dejó caer dos bombas FAB-250 sobre un buque alemán de 2000 toneladas de desplazamiento, provocando que el transporte ardiera todo el día.
Después de recibir el título de Héroe de la Unión Soviética por segunda vez, continuó volando en combate, totalizando 257 misiones de combate al final de la guerra (217 en el Il-2, 20 en el II-4 y 20 en el I-153). Menos de una semana antes de la capitulación de Alemania hundió un barco en la bahía de Pomerania con un desplazamiento de 8000 toneladas. Los pilotos del regimiento bajo su mando volaron en más de 3000 misiones, lo que resultó en el hundimiento de 152 barcos enemigos, el derribo de 24 aviones, la destrucción de 36 tanques y cientos de vehículos, y la muerte de muchos enemigos.

### Posguerra
Hasta diciembre de 1946, continuó al mando de su regimiento. Desde entonces hasta junio de 1947 estuvo al mando del 60.º Regimiento de Aviación de Asalto, tras lo cual pasó a ser subcomandante de la 15.ª División de Aviación Mixta; dejó el cargo a fines de 1948. En 1949 fue ascendido al rango de coronel y se graduó de los Cursos Tácticos de Vuelo para Oficiales Superiores de Aviación Naval, y en 1952 se graduó de la Academia Naval Kuznetsov en Leningrado. Desde entonces hasta noviembre de 1953 estuvo al mando de la 24.ª División de Aviación de Cazas de la Guardia, después de lo cual fue destinado a la 601.ª División de Aviación de Asalto hasta noviembre de 1954.
Posteriormente, fue transferido al Comité Técnico y Científico Marino de la Marina, donde permaneció hasta 1961 cuando se le asignó un puesto de mando de nuevo, el de comandante del 25.º Escuadrón de Entrenamiento de la Flota del Pacífico. Allí, fue ascendido al rango de mayor general al año siguiente. En 1964 dirigió un departamento en la Escuela Superior de Ingeniería Naval de Leningrado, donde permaneció hasta 1969 cuando fue nombrado subdirector de material y suministro técnico de una academia naval.
Se retiró del ejército en 1972, murió en San Petersburgo el 11 de marzo de 2004 y fue enterrado en el cementerio de Nikolskoe.

## Condecoraciones

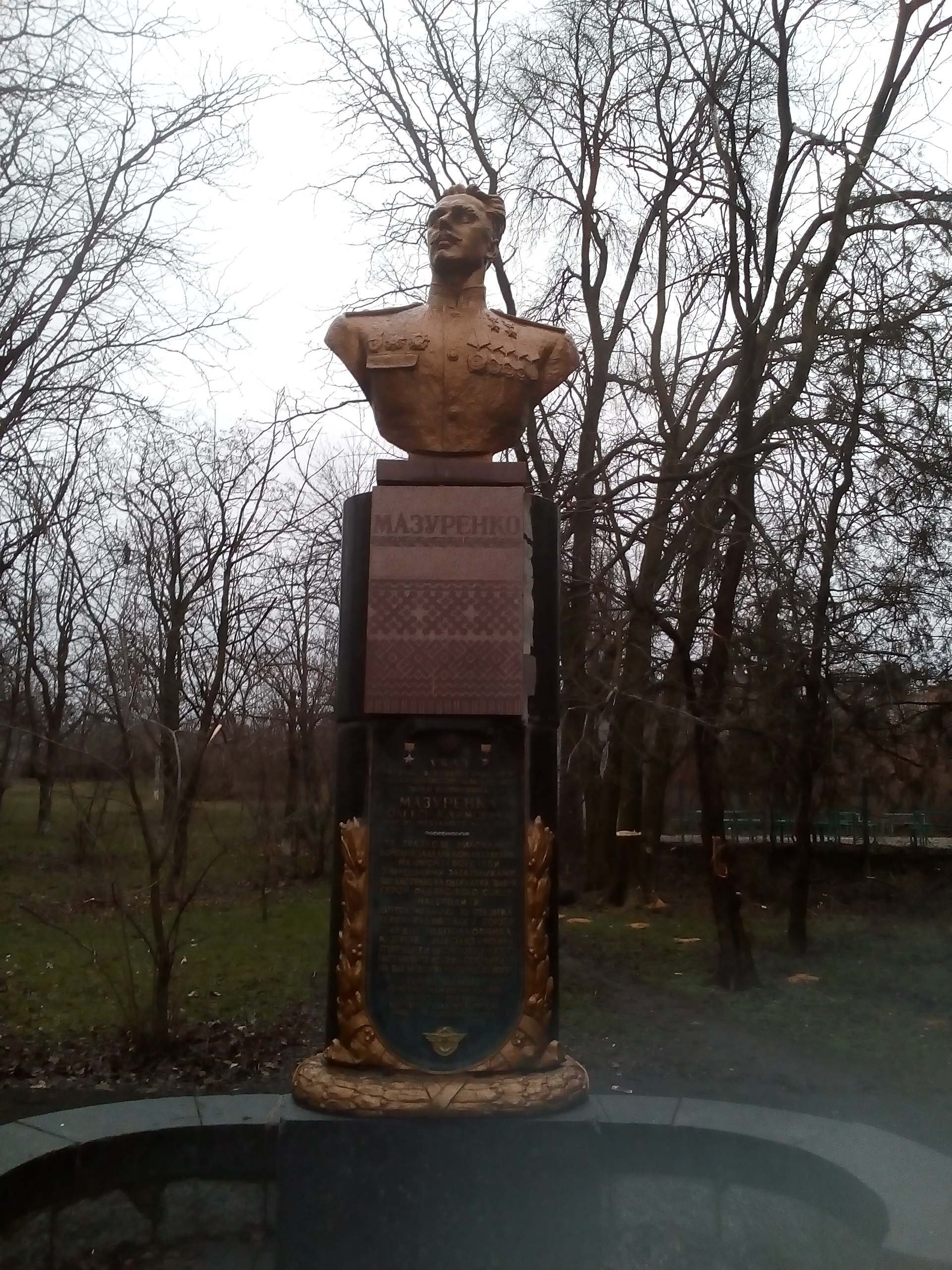
Monumento a Alekséi Mazurenko en Ustinivka (Ucrania)

A lo largo de su extensa carrera militar recibió las siguientes condecoraciones
Unión Soviética
- Héroe de la Unión Soviética, dos veces (N.º 33, 23 de octubre de 1942; N.º 750; 5 de mayo de 1944)
- Orden de Lenin (23 de octubre de 1942)
- Orden de la Bandera Roja, tres veces (24 de noviembre de 1941, 9 de junio de 1942, 22 de junio de 1944)
- Orden de la Estrella Roja (3 de noviembre de 1953)
- Orden de la Guerra Patria de 1.er grado, dos veces (10 de septiembre de 1943, 11 de marzo de 1985)
- Orden de Ushakov de 2.do grado (17 de mayo de 1945)
- Medalla por el Servicio de Combate
- Medalla Conmemorativa por el Centenario del Natalicio de Lenin
- Medalla por la Victoria sobre Alemania en la Gran Guerra Patria 1941-1945 (1945)
- Medalla por la Defensa de Leningrado
- Medalla Conmemorativa del 20.º Aniversario de la Victoria en la Gran Guerra Patria de 1941-1945
- Medalla Conmemorativa del 30.º Aniversario de la Victoria en la Gran Guerra Patria de 1941-1945
- Medalla Conmemorativa del 40.º Aniversario de la Victoria en la Gran Guerra Patria de 1941-1945
- Medalla Conmemorativa del 50.º Aniversario de la Victoria en la Gran Guerra Patria de 1941-1945
- Medalla Conmemorativa del 60.º Aniversario de la Victoria en la Gran Guerra Patria de 1941-1945
- Medalla de Veterano de las Fuerzas Armadas de la URSS
- Medalla al Trabajador Veterano
- Medalla del 30.º Aniversario de las Fuerzas Armadas de la URSS
- Medalla del 40.º Aniversario de las Fuerzas Armadas de la URSS
- Medalla del 50.º Aniversario de las Fuerzas Armadas de la URSS
- Medalla del 60.º Aniversario de las Fuerzas Armadas de la URSS
- Medalla del 70.º Aniversario de las Fuerzas Armadas de la URSS
- Medalla Conmemorativa del 250.º Aniversario de Leningrado
- Medalla por Servicio Impecable de 1.er grado

Otros países
- Medalla Conmemorativa del 300.º Aniversario de la Armada de Rusia
- Medalla Conmemorativa del 300.º Aniversario de San Petersburgo
- Orden de Honor (Rusia)
- Medalla de Zhúkov (Rusia)
- Orden del Coraje (Ucrania)
- Ciudadano de honor de San Petersburgo (1999)